# Storožnycja
Storožnycja, dříve Jovra (ukrajinsky Сторожниця, maďarsky Őrdarma, slovensky Storožnica) je obec ve venkovské územní komunitě Cholmok, v užhorodském okrese Zakarpatské oblasti Ukrajiny.

## Historie
První písemná zmínka pochází z roku 1288. V písemných pramenech je ves uváděna jako „Ewr“, „Hewr“, „Jowra“. Je třeba poznamenat, že Jovra a Derma, které dnes tvoří Storožnycji, existovaly odděleně od sebe až do konce 19. století.V roce 1894 byly Jovra a Derma, které vedle sebe existovaly po staletí, oficiálně spojeny do vesnice Jovroderma. Do uzavření Trianonské smlouvy byla ves součástí Uherska, poté po názvem Jovra součástí okresu Kapušany (1922), později okresu Užhorod-venkov v Československu. V roce 1921 zde stálo 211 domů a žilo 1333 obvatel, z toho 200 Čechoslováků, 691 Rusínů, 147 Maďarů, 199 Židů a 31 Němců.
V roce 1930 zde žilo 1343 obyvatel. V důsledku první vídeňské arbitráže byla Jovra v letech 1938 až 1944 součástí Maďarska. Od roku 1945 patříla k Ukrajinské sovětské socialistické republice, která byla součástí SSSR, a nakonec od roku 1991 samostatné Ukrajině. V roce 1946 byla Jovra přejmenována na Storožnycja. V roce 2001 zde žilo 2618 obyvatel, z toho 18,76 % Slováků.

## Osobnosti
- Viktor Darmay (1850-1878), maďarský básník, spisovatel, novinář

## Zajímavost
Z této vesnice pocházela babička kouzelníka a iluzionisty Harryho Houdiniho.